# Вуокса (језеро)
Вуокса (рус. Вуокса; фин. Uusijärvi; крл. Uuzijärvi) моренско је језеро на северозападу европског дела Руске Федерације. Налази се на територији Приозерског рејона, на крајњем северозападу Лењинградске области. Географски се налази у северном делу Лемболовског побрђа, на подручју Карелијске превлаке, југозападно од града Приозерска. Припада басену језера Ладога, односно његове притоке реке Вуоксе која протиче кроз језеро.
У старим Новгородским летописима језеро се помиње под карелским називом Узерва, а садашњи назив датира из средине прошлог века.

## Физичке карактеристике
Језеро обухвата акваторију укупне површине од 108 км², укључујући и 15 км² острвских површина на језеру. Ледничко порекло језера најочитије је на његовим обалама где су се моћне ледничке масе урезивале у гранитне стене током последњег леденог доба на том простору, формирајући бројне формације мутонираних стена. Просечна дубина језера је око 5,1 метра, максимална око 25 метара, док је најплићи део у приобалном подручју око града Приозерска. Језерско дно је углавном покривено глинама и песцима, ређе шљунковито-каменитим наслагама.
Стабилан ниво воде у језеру проистиче захваљујући његовим бројним притокама од којих је најзначајнија река Вуокса која је уједно и његова једина отока.
Највеће острво на језеру је Олењи (рус. Остров Олений) са површином од 12 километара и налази се у јужном делу језера. Острво је обрасло густим шумама и популарно је рекреационо подручје у летњим месецима.